# Monochoria brevipetiolata
Monochoria brevipetiolata är en vattenhyacintväxtart som beskrevs av Bernard Verdcourt. Monochoria brevipetiolata ingår i släktet Monochoria och familjen vattenhyacintväxter. IUCN kategoriserar arten globalt som livskraftig. Inga underarter finns listade.